# شیلینگستون
شیلینگستون (به انگلیسی: Shillingstone) یک روستا و محله مدنی در بریتانیا است که در دارست شمالی واقع شده‌است. شیلینگستون ۱٬۱۷۰ نفر جمعیت دارد.